# Beaupreopsis
Beaupreopsis é um género botânico pertencente à família Proteaceae, nativa da Nova Caledónia. Está adaptada a terrenos sobre rochas ultrabásicas, tóxicos para outras plantas.